# Relaciones Grecia-México
Las naciones de Grecia y México establecieron relaciones diplomáticas en 1938. La migración griega a México contribuyó al desarrollo agrícola industrial del estado Pacífico de Sinaloa. Ambas naciones son miembros de las Naciones Unidas y la Organización para la Cooperación y el Desarrollo Económicos (OCDE).

## Historia
La primera oleada de migrantes griegos llegó a México durante los años del Porfiriato del presidente Porfirio Díaz; instalándose principalmente en la Ciudad de México y en el estado de Sinaloa. Muchos habían dejado Grecia debido a la guerra, la inestabilidad política y los problemas económicos del país. Durante la década de 1920, llegaron más inmigrantes griegos y contribuyeron en gran medida al desarrollo de empresas agrícolas industriales, haciendo del estado de Sinaloa el granero de México hasta el día de hoy.
Las relaciones diplomáticas entre Grecia y México establecieron el 17 de mayo de 1938 inmediatamente después de la firma del Tratado de Amistad. Entre 1955 y 1964, la embajada de México en Roma, Italia fue acreditado a Grecia y la embajada de Grecia en Washington D. C., Estados Unidos fue acreditado a México. Además, ambas naciones mantuvieron sus respectivos consulados honorarios.
En 1963, el presidente Adolfo López Mateos se convirtió en el primer jefe de Estado mexicano en visitar Grecia. En 1965, se establecieron embajadas residentes. En mayo de 1986, el Secretario de Relaciones Exteriores de México Bernardo Sepúlveda realizó una visita a Grecia para firmar acuerdos bilaterales entre ambas naciones. En agosto de 1986 el primer ministro Andreas Papandreu realizó la primera visita oficial de un Jefe de Gobierno griego a México. En 1991, el canciller griego (y futuro primer ministro) Andonis Samarás realizó una visita a México. Ha habido varias visitas adicionales de cancilleres de ambas naciones fortaleciendo así su relación bilateral.
En agosto de 2016, se realizaron disparos contra la embajada de México en Atenas, que luego se descubrió que habían sido realizados por la Organización para la Autodefensa Revolucionaria, un grupo griego de extrema izquierda que atacaba las embajadas de países con los que no está de acuerdo en relación con su política hacia los refugiados, los movimientos sociales, el medio ambiente natural y las comunidades locales.
En febrero de 2020, se instaló un 'Grupo de Amistad México-Grecia' en la Cámara de Diputados de México; que se centrará en la protección de los bienes culturales frente al cambio climático y el tráfico ilegal de piezas arqueológicas.
En 2023, ambas naciones celebraron 84 años de relaciones diplomáticas.

## Visitas de alto nivel

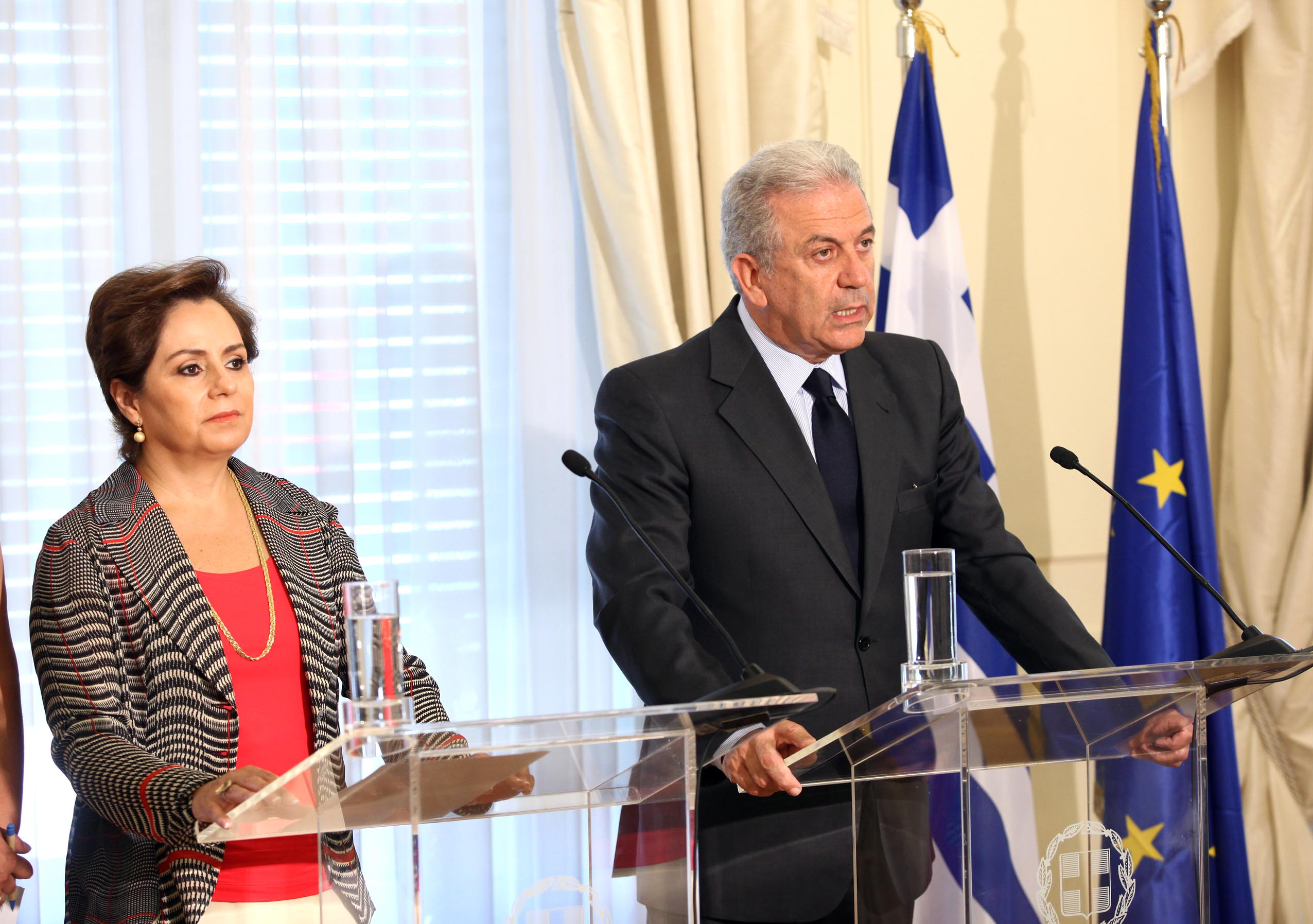
Secretaria de Relaciones Exteriores de México Patricia Espinosa y ministro de Relaciones Exteriores de Grecia Dimitris Avramópulos en Atenas; julio de 2012.

Visitas de alto nivel de Grecia a México
- Primer ministro Andreas Papandreou (1986)
- Ministro de Relaciones Exteriores Andonis Samarás (1991)
- Ministro de Relaciones Exteriores Theodoros Pangalos (1998)

Visitas de alto nivel de México a Grecia
- Presidente Adolfo López Mateos (1963)
- Secretario de Relaciones Exteriores Bernardo Sepúlveda Amor (1986)
- Secretario de Relaciones Exteriores Fernando Solana (1992)
- Secretaria de Relaciones Exteriores Rosario Green (1999)
- Subsecretario de Relaciones Exteriores Juan Rebolledo (1999)
- Secretario de Relaciones Exteriores Luis Ernesto Derbez (2003)
- Secretaria de Relaciones Exteriores Patricia Espinosa (2012)

## Relaciones bilaterales
Ambas naciones han firmado varios acuerdos bilaterales como un Tratado de Amistad (1938); Acuerdo Comercial  (1960); Acuerdo de Cooperación Educativa y Cultural (1982); Acuerdo de Cooperación en Turismo (1992); Acuerdo de Cooperación Científica y Técnica (1999); Tratado de Extradición (1999); Acuerdo de Cooperación Científica y Tecnológica (1999); Acuerdo de Asistencia Judicial Mutua en Materia Penal (1999); Acuerdo sobre la Promoción y Protección de Inversiones (2000); Acuerdo para Evitar la Doble Imposición y la Evasión Fiscal (2004) y un Memorándum de Entendimiento entre las Instituciones Diplomáticas de ambas naciones (2009).

## Relaciones comerciales
En 2000, México firmó un Tratado de Libre Comercio entre México y la Unión Europea (lo cual también incluye a Grecia). Desde el año 2000, el comercio entre los dos países ha crecido considerablemente. En 2023, el comercio bilateral entre ambas naciones ascendió a $307 millones de dólares. Las exportaciones de Grecia a México incluyen: partes y accesorios para vatihorímetros; navajas y máquinas de afeitar y hojas para maquinillas de afeitar. Las exportaciones de México a Grecia incluyen: tequila, unidades de proceso, garbanzo, unidades de memoria y cerveza de malta.

## Misiones diplomáticas residentes
- Grecia tiene una embajada en la Ciudad de México.[9]
- México tiene una embajada en Atenas.[10]

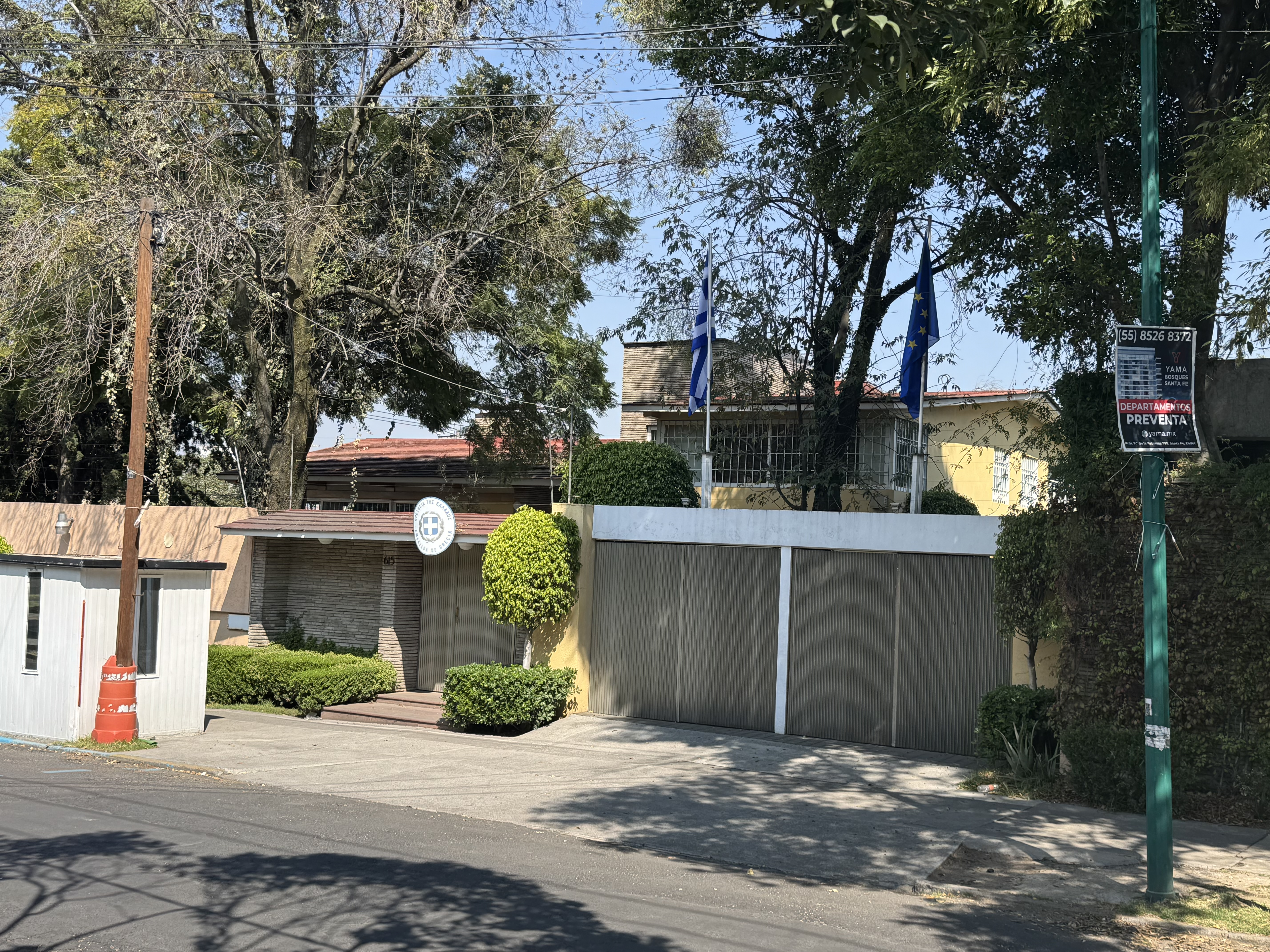
Embajada de Grecia en Ciudad de México
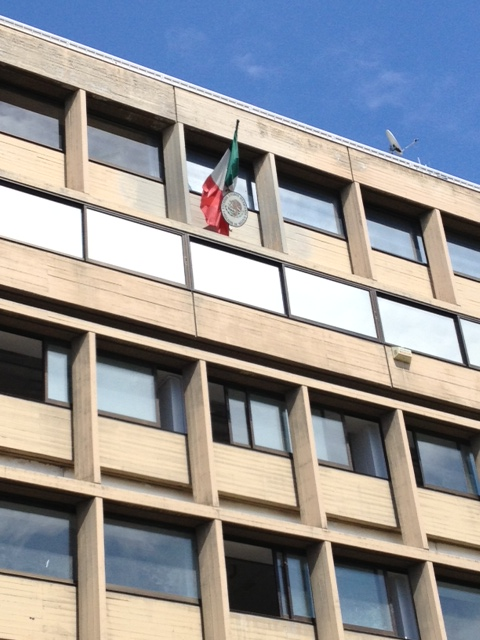
Embajada de México en Atenas